# CryptoNote
CryptoNote é a tecnologia que permite a criação de criptomoeda igualitária e anônima. Ao contrário das criptomoedas tradicionais que usam predominantemente assinaturas inequívocas para verificar a transferência, CryptoNote utiliza assinaturas em anel. A assinatura em anel é um esquema mais sofisticado que exige várias chaves públicas diferentes para verificação. Neste caso, a transação é assinada por um grupo de usuários. Assim, o verificador só pode identificar que um deles foi um signatário, mas não pode identificar o indivíduo real. Entre outras funções apresentadas no CryptoNote, destacam-se: transações não lincáveis, resistência à ASIC, prova de trabalho (do inglês proof-of-work ou PoW) igualitária, resistência à análise de blockchain e prova de duplo gasto.
A primeira implementação da tecnologia CryptoNote, chamada Bytecoin (BCN), foi lançada em julho de 2012. Conseqüentemente, uma série de moedas baseadas em CryptoNote apareceu enquanto o interesse pela tecnologia CryptoNote cresceu.

## Características
Ao contrário das criptografia tradicionais que usam principalmente assinaturas inequívocas para verificar a transferência, o CryptoNote utiliza assinatura em anel. A assinatura do anel é um esquema mais sofisticado que exige várias chaves públicas diferentes para verificação. Neste caso, a transação é assinada por um grupo de usuários. Assim, o verificador só pode identificar que um deles era um assinante, mas não quem era exatamente. Embora isso não ofereça anonimato demonstrável (como Zerocoin), o aumento da privacidade em comparação com Bitcoin é considerável.[carece de fontes?]
O CryptoNote cria automaticamente múltiplos endereços únicos e ocasionais para cada um dos pagamentos, que são criados a partir da única chave pública. Mesmo que o pagamento seja enviado para um endereço público, na blockchain aparece como se fosse enviado para um endereço ocasional. O remetente usa dados aleatórios e o endereço público do receptor para calcular a chave ocasional do pagamento. O resgate dos fundos requer a chave privada do destinatário, pelo que apenas este pode receber o dinheiro enviado para o endereço ocasional. Além disso, nenhum terceiro pode descobrir a ligação entre a chave ocasional e o endereço público do destinatário.[carece de fontes?]
As assinaturas em anel do CryptoNote restringem a tentativa de dupla gasto ao vincular as transações com a mesma chave privada. O protocolo usa a imagem da chave, derivada de uma chave privada através de uma função unidirecional. Todos os usuários mantêm a lista de todas as imagens usadas, que são verificadas em relação a uma nova transação. Caso haja uma imagem de chave duplicada, a transação é rejeitada como uma tentativa de gasto duplo. No entanto, a identidade do remetente ainda é desconhecida, uma vez que é impossível obter a chave privada a partir de sua imagem.[carece de fontes?]
CryptoNote cria um obstáculo para um analista usando assinaturas em anel e endereços ocasionais. Todos os endereços do pagamento são uma chave única e ocasional, que é criada a partir de dados do remetente como do receptor, e o uso da assinatura em anel esconde as saídas exatas que foram gastas pela entrada. Portanto, cada próxima transação aumenta o número de remetentes possíveis e esconde a conexão real ainda mais.[carece de fontes?]
Não há constantes rígidas e números mágicos no CryptoNote. Cada limite (por exemplo, tamanho de bloco máximo ou quantidade de taxa minima) é recalculado com base nos histórico de dados do sistema. Além disso, a dificuldade e o tamanho máximo do bloco são ajustados automaticamente com cada novo bloco. A ideia principal do algoritmo é somar todo o trabalho que os nós realizaram durante os últimos 720 blocos e dividi-lo pelo tempo que eles gastaram para realizá-lo. A medida do trabalho é o valor de dificuldade correspondente para cada um dos blocos.[carece de fontes?]

### Emissão suave
As moedas são emitidas sem problemas, pois a recompensa muda com cada novo bloco. Isso permite um crescimento previsível constante da oferta monetária determinada pela fórmula:
BaseReward = (MSupply - A) >> 18
MSupply = 2^64 - 1 (unidades atômicas)
Forks do CryptoNote, DarkNote e MonetaVerde implementam lógica de emissão alternativa: Emissão no DarkNote reduz à metade em cada mês e a recompensa do bloco MonetaVerde aumenta com a dificuldade.

### Prova igualitária de trabalho
CryptoNote usa o algoritmo CryptoNight como prova de trabalho. O mecanismo de prova de trabalho é realmente um sistema de votação. Os usuários votam pela ordem correta das transações, para permitir novos recursos no protocolo e para a distribuição honesta do fornecimento de dinheiro.

## Origem
A primeira versão do CryptoNote - CryptoNote v.1 (12 de dezembro de 2012) foi publicada no white paper
Pouco se sabe sobre as origens do CryptoNote. O site oficial usa nomes supostamente falsos para os membros da equipe, enquanto o autor do white paper é Nicolas van Saberhagen, que provavelmente também é um pseudônimo. O white paper "CryptoNote v 2.0" é datado de outubro de 2013. Há afirmações de que esta data não está correta: o usuário do bitcointalk rethink-your-strategy descobriu cópias de whitepapers CryptoNote com propriedades XMP definidas para 2014 no site cryptonote.org, enquanto quase os mesmos documentostambém estavam disponíveis no site bytecoin.org com propriedades XMP definidas com os anos de 2013 e 2012.

## Filosofia
A filosofia CryptoNote tem vários pontos principais: A privacidade é um direito humano irrevogável; Influência do governo e controle de remissão é um objetivo. As economias devem ser segregadas da política e as tecnologias de ponta, a matemática e a criptografia são as ferramentas para revolucionar o sistema financeiro global estagnado.

## Moedas atuais baseadas no CryptoNote

### CryptoNoteCoin (implementação de referência)
CryptoNoteCoin é a implementação de referência e uma demonstração da tecnologia CryptoNote. Foi projetada para ter zero valor comercial, pois sua blockchain original é substituída a cada 2 meses. O único propósito da CryptoNoteCoin é fornecer uma visão sobre a funcionalidade da tecnologia CryptoNote. Para aqueles que desejam iniciar suas próprias moedas baseadas em CryptoNote, CryptoNoteCoin é uma ótima opção para explorar e aprender todos os detalhes importantes para lançar uma próxima moeda sem problemas.

### Bytecoin (BCN)
Bytecoin é a primeira moeda baseada em CryptoNote, a que alcançou a adoção em massa com sucesso. O bytecoin também possui um dos maiores ecossistemas. Bytecoin foi originalmente criado em estreita cooperação com o CryptoNote. É a primeira implementação da tecnologia CryptoNote, com o lançamento que data de julho de 2012. Até essa data, os desenvolvedores de Bytecoin tem contribuído significativamente para o desenvolvimento da tecnologia CryptoNote.

### Monero (XMR)
Monero é atualmente uma das mais conhecidas criptomoeda de todas as CryptoNotes. Bifurcada de Bytecoin em abril de 2014, tem tempo de bloco de 2 minutos e uma velocidade de emissão 50% mais lenta. Monero foi elogiado pelos desenvolvedores do Bitcoin Core Gregory Maxwell, Peter Todd e Wladimir J. van der Laan.
Junto com simplewallet Monero tem inúmeras aplicações GUI de carteira, bem como MyMonero que foi lançado em 24 de novembro de 2014. Monero também fez uma parceria com criptógrafos acadêmicos, implementou um extenso sistema de aliasing, OpenAlias, financiou parcialmente a Privacy Solution para integrar o I2P no Monero, criou um sistema de votação anônimo, URS, e implementado sementes mnemônicos do Electrum.

### Boolberry (BBR)
Boolberry é um experimento CryptoNote importante com alguns ajustes. Ele utiliza a função de hash Wild Keccak em vez de CryptoNight, o que otimiza o tamanho da cadeia de blocos podando as assinaturas em anel. O Boolberry oferece um nível garantido de anonimato para saídas não lincáveis, aliasing de endereços e a capacidade de enviar alertas de rede.

### Dashcoin (DSH)
Dashcoin é uma criptomoeda iniciada em 5 de julho de 2014. Dashcoin é um fork de Bytecoin e também utiliza algoritmo CryptoNote. O objetivo do Dashcoin é criar automaticamente uma imagem espelhada perfeita de Bytecoin, a primeira cryptocurrência baseada em CryptoNote, em qualquer momento dado. A única diferença é o valor da oferta.

### DigitalNote (XDN)
O DigitalNote é anteriormente conhecido como DarkNote e duckNote. O DigitalNote utiliza a tecnologia CryptoNote, juntamente com uma série de atualizações importantes, como sistema de mensagens criptografadas não rastreáveis, assinaturas múltiplas e depósitos baseados em cadeias de blocos. A equipe XDN tem planos ambiciosos - eles estão experimentando com Prova de atividade, sistema de alias e muitos mais recursos.

### DarkNetCoin (DNC)
DarkNetCoin é a moeda geral do DarkNetSpace, uma plataforma para aplicações anônimas, como P2P, lojas em cadeia, loteria, jogos de azar e apostas. Ele usa a função de hash Wild Keccak em vez de CryptoNight. Começando com o bloco 4550º, 1% da recompensa de bloco é doada para a equipe CryptoNote e 9% para a equipe DarkNetSpace.

### Fantomcoin (FCN)
O Fantomcoin é a primeira moeda do CryptoNote com suporte de mineração a outras moedas (do inglês merged mining). Os usuários que mineram o Fantomcoin também podem minerar outras moedas baseadas em CryptoNote sem poder adicional de hash. Este recurso permite ao usuário receber não apenas FCNs, mas também qualquer outra moeda baseada em CryptoNote. Como resultado, a Fantomcoin incentiva a distribuição justa e a estabilização do mercado de criptomoedas através da diversificação.

### Pebblecoin (XPB)
Pebblecoin é uma moeda baseada em CryptoNote lançada em janeiro de 2015. Ele usa um novo algoritmo de prova de trabalho chamado Boulderhash que requer 13 GB de RAM. O desenvolvedor afirma que esse algoritmo está protegido contra botnets.

### Quazarcoin (QCN)
Quazarcoin foi criada pelo membro da bitcointalk OracionSeis como uma tentativa de relançar o Bitmonero com uma curva menor de emissão: 50% dos quazocarcoins serão emitidos durante 6 anos. Poucos meses após o seu lançamento, o Quazarcoin foi reorientado para o armazenamento de arquivos torrent distribuído, fornecendo aos usuários um "rastreador" sem censura.

### Quan Classic (Antiga - Nióbio Cash)
Quan Classic é antiga Nióbio cash uma criptomoeda genuinamente brasileira, sem pré-mineração ou ICO. Criada em 2017, com objetivo de ser uma forma de pagamento rápida, segura e eficiente, já que tem como base o algoritmo CryptoNight Heavy. Além disso, uma porcentagem das moedas mineradas serão destinadas para o incentivo à pesquisas sobre as riquezas minerais brasileiras.

### AEON
AEON (Anonymous Electronic On-line CoiN) é um fork do Monero e também uma moeda voltada para a privacidade que se destina a comunidade de código aberto para oferecer um método de pagamento rápido e seguro, sendo simples o suficiente para ser usado por qualquer pessoa. AEON começou como um experimento, mas depois encontrou seus apoiantes e agora AEON é uma moeda CryptoNote totalmente funcional.

### Outras moedas baseadas em CryptoNote
- DoctorByte (DB)
- Infinium-8 (INF8)
- MonetaVerde (MCN)
- Dosh (DOSH)
- Magnatoj
- RedWind (RD)
- Tavos (XTV)